# Rugby Calvisano 2016-2017

## Eccellenza 2016-17

### Stagione regolare
| Incontro                  | Andata | Ritorno |
| ------------------------- | ------ | ------- |
| Calvisano — S.S. Lazio    | 49-9   | 52-22   |
| Lyons — Calvisano         | 17-43  | 7-31    |
| Calvisano — Mogliano      | 24-0   | 5-10    |
| Rovigo — Calvisano        | 11-26  | 14-35   |
| Calvisano — Viadana       | 36-17  | 26-18   |
| San Donà — Calvisano      | 17-59  | 17-26   |
| Calvisano — Fiamme Oro    | 29-22  | 10-9    |
| Reggio Emilia — Calvisano | 7-29   | 15-20   |
| Calvisano — Petrarca      | 28-20  | 26-16   |

#### Risultati della stagione regolare
| Posizione | G  | V  | N | P | PF  | PS  | DP   | B  | Pt |
| --------- | -- | -- | - | - | --- | --- | ---- | -- | -- |
| 1ª        | 18 | 17 | 0 | 1 | 555 | 248 | +307 | 13 | 81 |

### Fase finale
| Turno | Incontro            | Andata | Ritorno |
| ----- | ------------------- | ------ | ------- |
| SF    | Viadana — Calvisano | 18-12  | 17-47   |
| F     | Calvisano — Rovigo  | 43-29  | 43-29   |

## European Rugby Continental Shield 2016-17

### Prima fase
| Incontro                  | Risultato |
| ------------------------- | --------- |
| Calvisano — Heidelberg RK | 60-19     |
| Rovigo — Calvisano        | 19-22     |
| Mogliano — Calvisano      | 35-26     |
| Calvisano — El Salvador   | 26-19     |

#### Risultati della prima fase
| Posizione | G | V | N | P | PF  | PS | DP  | B | Pt |
| --------- | - | - | - | - | --- | -- | --- | - | -- |
| 3ª        | 4 | 3 | 0 | 1 | 134 | 92 | -42 | 3 | 15 |

## Verdetti
- Calvisano campione d'Italia 2016-17.
- Calvisano qualificato alla European Continental Shield 2017-18.